# Ennio Tardini
Ennio Tardini (Parma, 8 settembre 1879 – Parma, 16 agosto 1923) è stato un avvocato, politico e dirigente sportivo italiano.
È ricordato per essere stato il presidente del Parma che diede avvio alla costruzione dello stadio della città di Parma. In sua memoria, l'impianto è stato a lui intitolato.

## Biografia

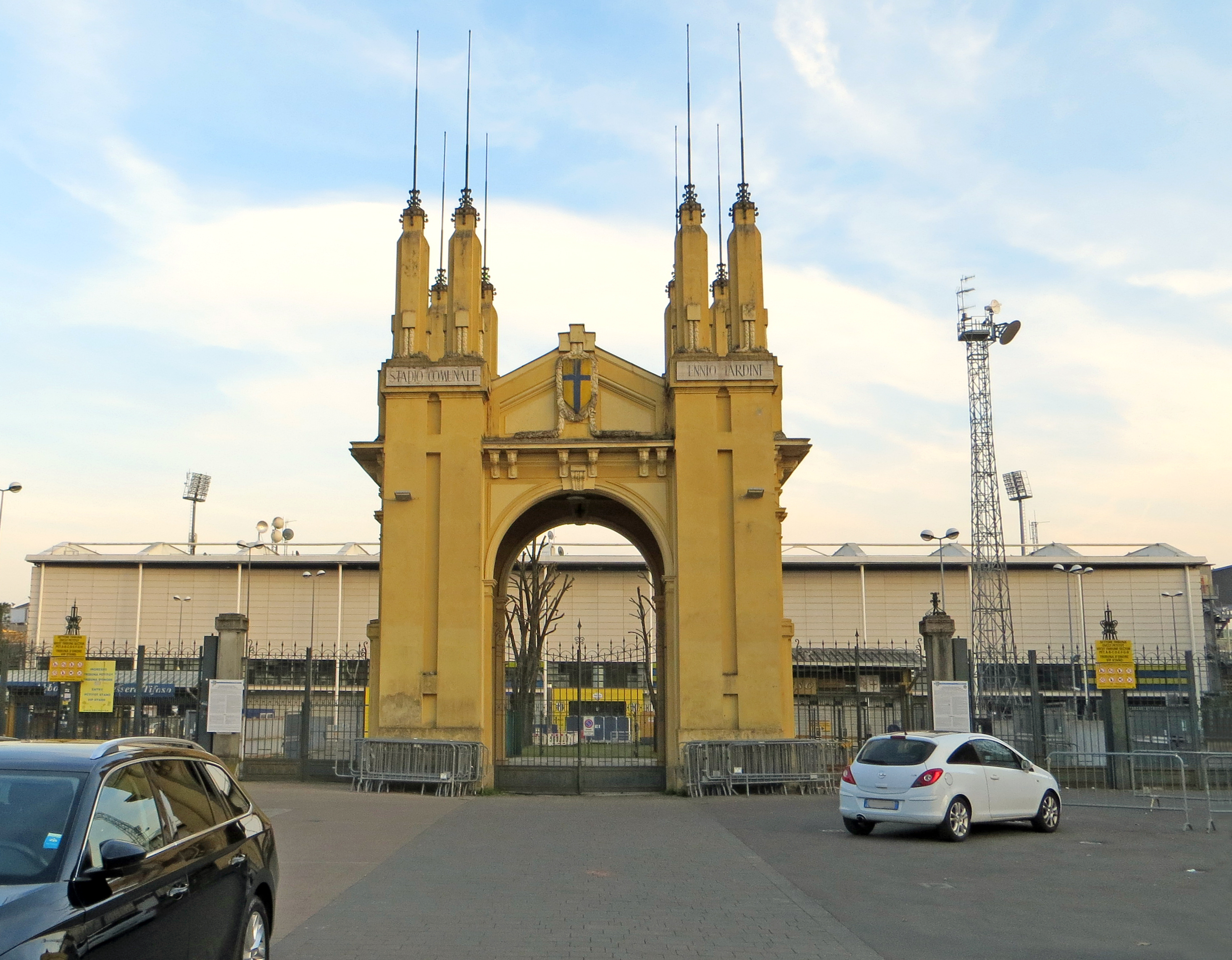
Arco monumentale d'ingresso allo stadio Ennio Tardini

Laureato in Giurisprudenza all'Università degli Studi di Parma, l'avvocato Tardini fu attivo sulla scena politica locale come consigliere comunale, sotto il sindaco Luigi Lusignani. Inoltre, ai tempi del grande sciopero agricolo parmense del 1908, fu segretario generale dell'Associazione Agraria Parmitana, divenendone presidente ad interim dopo le elezioni amministrative del 1914.
Tardini era un appassionato di sport e si adoperò perché Parma disponesse di impianti adeguati per la pratica sportiva. In particolare, fece costruire la palestra "Umberto I" e diede avvio al progetto per costruire lo stadio.
La squadra, fondata nel 1913, nei primi anni di attività aveva "vagabondato'" da un campo all'altro senza trovare una sistemazione definitiva. Tardini radunò una cordata di imprenditori e amministratori appassionati di calcio (tra cui l'ex sindaco Lusignani e il presidente dell'Unione Commercianti Umberto Spaggiari), e raccolse i finanziamenti per avviare la costruzione di uno stadio. Il progetto fu affidato all'architetto Ettore Leoni.
Nel dicembre 1922 avvenne la cerimonia di posa della prima pietra alla presenza delle principali autorità cittadine, ma Tardini non poté vedere realizzato il progetto poiché morì nell'agosto del 1923, prima del completamento dell'opera. La struttura, il cui costo totale fu di 337 000 lire, venne inaugurata pochi mesi dopo e intitolata alla sua memoria.